# Les Anglais
Les Anglais (em crioulo, Zanglè), é uma comuna do Haiti, situada no departamento do Sul e no arrondissement de Chardonnières. De acordo com o censo de 2003, sua população total é de 25.652 habitantes.